# Gerhart Hauptmann
Gerhart Johann Robert Hauptmann (ur. 15 listopada 1862 w Bad Salzbrunn/Szczawno-Zdrój, zm. 6 czerwca 1946 w Jagniątkowie) – niemiecki dramaturg i powieściopisarz, laureat literackiej Nagrody Nobla w 1912, przedstawiciel nurtu naturalistycznego w teatrze.

## Życiorys
Ojciec Hauptmanna był zarządcą hotelu „Zur Preussischen Krone” („Pod pruską koroną”, obecnie: „Korona Piastowska”) w Bad Salzbrunn (obecnie Szczawno-Zdrój), dzięki czemu syn już w latach młodości miał okazję poznać najróżniejsze typy ludzkie, które później pojawiały się w jego naturalistycznej twórczości. Jego brat Carl Hauptmann także był znanym niemieckim pisarzem.
Uczęszczał do Gimnazjum Realnego Zwinger we Wrocławiu. Po krótkich, przerwanych studiach w zakresie rzeźbiarstwa, Hauptmann zwrócił się ku literaturze. W latach młodości odbył liczne podróże, m.in. do Hiszpanii, Szwajcarii i Włoch. W 1885 poślubił Marię Thienemann, córkę zamożnego kupca i osiadł w Berlinie. Małżeństwo to ustabilizowało jego sytuację finansową, pozwalając na swobodną pracę literacką. W 1891 wraz z żoną przeniósł się do Schreiberhau (obecnie Szklarska Poręba), ich małżeństwo jednak rozpadło się, a w 1904 Hauptmann ożenił się ponownie. Od 1901 mieszkał na zmianę w Agnetendorf (obecnie Jagniątków, dzielnica Jeleniej Góry; w dawnym domu Hauptmanna znajduje się Muzeum Miejskie), Berlinie oraz na wyspie Hiddensee we wsi Kloster, gdzie został pochowany. W latach późniejszych często przebywał także we Włoszech.
Po I wojnie światowej Hauptmann dał się poznać jako zwolennik nowego ustroju republikańskiego, jednak po dojściu do władzy nazistów w 1933 nie zdobył się na słowa krytyki i wycofał się z życia publicznego.
Jego nazwisko figurowało na Gottbegnadeten-Liste (Lista obdarzonych łaską Bożą w III Rzeszy) wśród Niezastąpionych.

### Śmierć i transport do Niemiec
Po II wojnie światowej do czasu rozstrzygnięcia konferencji w Poczdamie nie było dokładnie wiadomo, jaki będzie status terytorialny Dolnego Śląska. Zarówno administracja radziecka, jak i polska odnosiły się do noblisty życzliwie, a on sam, wobec decyzji o przyłączeniu Dolnego Śląska do Polski, otrzymał zapewnienie o zorganizowaniu mu specjalnego pociągu, którym będzie mógł wyjechać wraz ze swoim dobytkiem i otoczeniem do Drezna lub Berlina.
Śmierć pisarza 6 czerwca 1946 w jego domu w Jagniątkowie nie przekreśliła wcześniejszych ustaleń, a jego żona Margareta nie zgodziła się na pochówek w przydomowym parku. Jednak specjalny pociąg do Niemiec „Hauptmann Transport” zorganizowany został dopiero 19 lipca. Do eskorty pociągu specjalnego z „towarzyszami intelektualistami niemieckimi” do Berlina z trumną pisarza, jego dobytkiem oraz rodziną 17 lipca oddelegowany został wraz z piątką swoich żołnierzy 23-letni podporucznik 10. Sudeckiej Dywizji Piechoty, Henryk Bany. Żołnierze ci wcześniej brali udział w zabezpieczaniu dobytku Hauptmanna i przewożeniu go na dworzec kolejowy w Jeleniej Górze. Pomimo przepustki na wyjazd do Berlina wystawionej przez wicestarostę jeleniogórskiego, Franciszka Rześniowieckiego, polscy żołnierze zostali zmienieni przez czerwonoarmistów na stacji granicznej w Tuplicach, gdzie ppor. Bany w dowód wdzięczności za pomoc otrzymał od żony pisarza, Margarety Hauptmann, zaświadczenie o sprawnym przebiegu akcji i rękopis Hauptmanna z okolicznościową dedykacją. Konwój od Polaków przejął radziecki kapitan Swierżynskij. W Chociebużu część składu skierowano do Drezna, natomiast ciało noblisty dotarło do Berlina, gdzie wobec zdecydowanego sprzeciwu żony, dotyczącego utworzenia muzeum i mauzoleum pisarza w podmiejskim Müggelheim, zdecydowano się na pochówek na bałtyckiej wyspie Hiddensee 28 lipca 1946.

## Twórczość
W swej twórczości często przedstawiał środowiska nizin, biedę, wyzysk i niesprawiedliwość społeczną. Obnażał ponadto upadek moralny mieszczańskiej klasy średniej. Był mistrzem charakteryzacji za pomocą subtelnych środków. W późniejszej twórczości poszukiwał nowego stylu, wynikiem czego była eklektyczna mieszanka środków naturalistycznych z motywami baśniowymi, np. w dramacie Zatopiony dzwon (1896). Na podstawie utworów Hauptmanna powstało wiele filmów fabularnych – pierwszy już w 1913 (Atlantyda).
Pierwotnie Hauptmann chciał się poświęcić rzeźbiarstwu, studiował nauki przyrodnicze. Pierwszy jego poemat epicki Promethidenlos (1885) nie wywarł wrażenia. Pisarz stał się znany dopiero dzięki dramatowi społecznemu Vor Sonnenaufgang (1889), którego inscenizacja w Berlinie rozpętała ogromną burzę. Pod wpływem Ibsena napisał dramaty rodzinne: Das Friedensfest (1890, tłum. Adolf Strzelecki 1904) i Einsame Menschen (1891, tł. Ign. Suesser 1892). Najgłośniejszym i najważniejszym dziełem Hauptmanna jest sztuka Die Weber (Tkacze) z 1892, opisująca powstanie tkaczy śląskich w 1844 (pierwsza redakcja w niemieckim dialekcie śląskim [De Waber], druga – w niemczyźnie literackiej, tłum. Wiktor Tusza 1898), pełen wstrząsającej siły dramat o nędzy tkaczy. Następnie Hauptmann wydał dramaty: Kollege Crampton (1892, tłum. Ludomił German 1900), Der Biberpelz (1893), Hanneles Himmelfahrt (1894, tłum. Maria Konopnicka 1899), Florian Geyer (1895) oraz Die versunkene Glocke (1896, tłum. Jan Kasprowicz 1899). Z późniejszych dramatów naturalistycznych do najlepszych należą: Fuhrmann Henschel (1898, tłum. G. Kempner 1900), Michael Kramer (1900), Rose Berndt (1903. tłum. Jan Kasprowicz [po 1903]), Die Ratten (1911). Ze sztuk romantycznych należy wymienić: Der arme Heinrich (1902, tłum. Jan Kasprowicz 1908), Und Pippa tanzt (1906, tłum. Artur Schroeder [po 1906]), Kaiser Karls Geisel (1908), Indipohdi (1921), Veland (1925). Pod koniec życia, w czasie wojny napisał antytolitarny dramat Magnus Garbe (1942), rozgrywający się w czasach działania inkwizycji.
Hauptmann pisał również prozę – opowiadania: Der Apostel (1892), Bahnwärter Thiel (tłum. polskie 1899), Der Ketzer von Soana (1918), jego najlepszy utwór prozą (tłum. Leopold Staff [po 1927]) oraz powieści: Der Narr in Christo Emanuel Quint (1910, tłum. B. Merwin 1925), Atlantis (1912), Phantom (1922), Die Insel der grossen Mutter (1924, tłum. Stanisław Wasylewski [po 1930]), Wanda (1930). Według jego jednoaktowej sztuki ekspresjonistycznej Schwarze Maske (1928, prapremiera w wiedeńskim Burgtheater) Krzysztof Penderecki napisał operę Czarna maska (prapremiera 15 sierpnia 1986 na festiwalu w Salzburgu).
Wydał ponadto epos Till Eulenspiegel (1927), powieść autobiograficzną Buch der Leidenschaft (1929) oraz parafrazę szekspirowskiego Hamleta (1928).

### Wybór przekładów dzieł na język polski[4]
- 1892 Samotni (Einsame Menschen)
- 1898 Tkacze (Die Weber)
- 1899 Dróżnik Thiel (Bahnwärter Thiel), Dzwon zatopiony (Die versunkene Glocke), Hanusia (Hanneles Himmelfahrt)
- 1900 Kolega Crompton (Kollege Crampton), Woźnica Henszel (Fuhrmann Henschel)
- [po 1903] Róża Bernd (Rose Berndt)
- 1904 Święto pokoju (Das Friedensfest)
- [po 1906] A Pippa tańczy! (Und Pippa tanzt) (tekst)
- 1908 Biedny Henryk (Der arme Heinrich)
- 1910 Grecka wiosna (Griechischer Frühling)
- [po 1911] Szczury (Die Ratten) – przekład teatralny, rękopiśmienny, nieopublikowany (Teatr Miejski we Lwowie)
- 1925 Głupiec (Der Narr in Christo Emanuel Quint)
- 1926 Fantom (Phantom)
- [po 1927] Atlantis (Atlantis), Kacerz z Soany (Der Ketzer von Soana)
- [po 1930] Wanda (Der Dämon; = Wanda), Wyspa Wielkiej Matki (Die Insel der großen Mutter)
- 1955 Tkacze (Die Weber) – nowy przekład Wilhelma Szewczyka
- 1962 Księga namiętności (Buch der Leidenschaft)
- 1964 Szaleniec Boży, Emanuel Quint (Der Narr in Christo Emanuel Quint; wyd. 1 pt. Głupiec)
- 1993 Karnawał (Fashing)

## Nagrody i wyróżnienia
- 1896 Nagroda literacka im. Franza Grillparzera za Hanneles Himmelfahrt
- 1899 Nagroda literacka im. Franza Grillparzera za Fuhrmann Henschel
- 1905 Nagroda literacka im. Franza Grillparzera za Der arme Heinrich
- 1911 Order Maksymiliana
- 1912 Nagroda Nobla (literatura)
- 1924 Członkostwo honorowe w Akademii Sztuk Pięknych w Wiedniu
- 1924 Order Pour le Mérite (klasa pokojowa)

Po uzyskaniu Nagrody Nobla otrzymał honorowe obywatelstwo miast: Szczawno-Zdrój, Jelenia Góra (1912) i Wrocław (1922).

## Gerhart Hauptmann w kulturze
Postać Gerharta Hauptmanna pojawia się w książce Sławomira Gortycha Schronisko, które przestało istnieć. Występuje jako postać historyczna, a jego historia jest ważna z punktu widzenia fabuły całej powieści.